# Gützkow
Gützkow – miasto w północno-wschodnich Niemczech w kraju związkowym Meklemburgia-Pomorze Przednie, w powiecie Vorpommern-Greifswald, jedyne miasto w Związku Gmin Züssow. Leży na południe od Greifswaldu. Miasto liczy 2965 mieszkańców (31 grudnia 2018). Jego miastami partnerskimi są Bohmte (Niemcy) i Nowogard (Polska).

## Toponimia
Nazwę miasta zapisywano w dokumentach średniowiecznych w różnych formach, m.in. Chozcho (1140), Chozkowe (1183), Chozcowe (1214), Gutzekowe/Guzzekowe (1228), Gutsikkowe (1314). Nazwa ma pochodzenie połabskie, odosobowe od imienia Chocek. W języku polskim występuje jako Choćków lub Chodźków.

## Historia

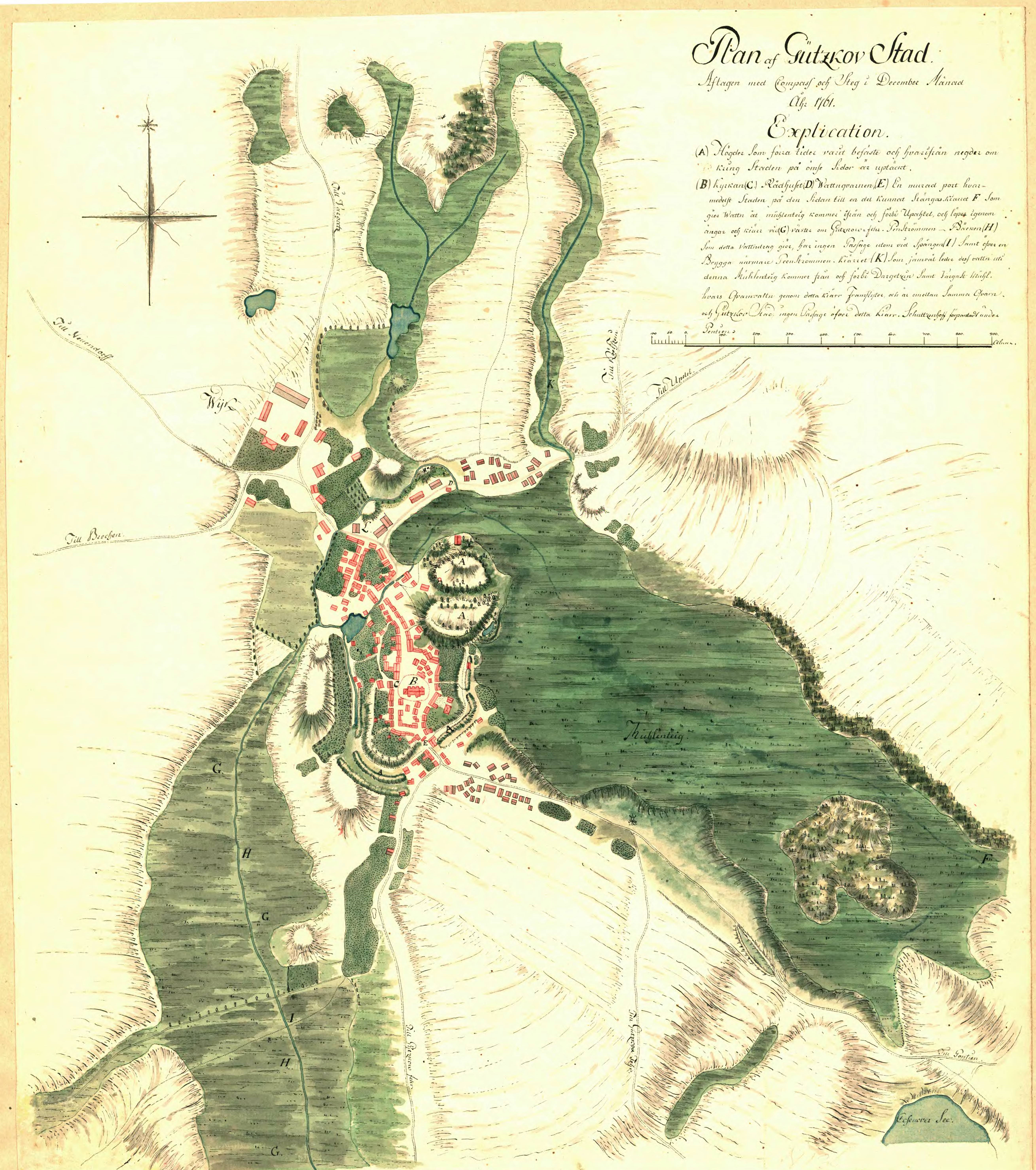
Plan Gützkow z 1761 r.

We wczesnym średniowieczu istniał tu gród nad rzeką Pianą zbudowany przez Słowian połabskich. Na początku XII w. został opanowany przez księcia pomorskiego Warcisława I. Odtąd z krótkimi przerwami wchodził w skład Pomorza Zachodniego, pełniąc funkcję kasztelanii. W 1128 Otton z Bambergu ochrzcił mieszkańców grodu. Zburzono pogańską świątynię Słowian, a na jej miejscu wzniesiono kościół. Obok grodu rozwinęła się niewielka osada miejska.

9-polowy herb księstwa pomorskiego

Herb hrabstwa choćkowskiego (guczkowskiego) wchodził w skład 9-polowego wielkiego herbu księstwa pomorskiego pojawiającego się od około 1530 roku, za panowania księcia Jerzego I (1523–1531). 
1 stycznia 2010 do miasta przyłączono gminę Lüssow, a 25 maja 2014 gminę Kölzin.

### Legenda
Z Gützkowem związana jest legenda o pomorskiej Sodomie i Gomorze: 

Na obszarze, na którym obecnie znajduje się miasto Gützkow, istniało miasto, które żyło w tak wielkim grzechu, że Bóg zarządził jego upadek, podobnie jak Sodoma i Gomora. Ale mieszkańcy zlitowali się nad nim i dlatego wysłał im anioła, który miał ich ostrzec przed tragedią i wyprowadzić ich z miasta. Anioł zakazał im również, aby się nie rozglądali. Ale gdy miasto zapadło się w ziemię ze straszliwym hałasem, pojawiła się kobieta, która nie mogła się oprzeć swojej ciekawości. Tak naprawdę nie chciała rozglądać się jak żona Lotha, więc pochyliła się i obejrzała między nogami. Ale natychmiast zamieniła się w kamień, podobnie jak jej pies, który również się rozglądał. Te dwa kamienie można zobaczyć do dziś; na większej, w którą przemieniła się kobieta, nadal wyraźnie można rozpoznać kształt ludzkiej głowy. Niedaleko znajduje się jezioro, w którym zatopione jest miasto. Miasto miało kilka wież, które nadal stoją pionowo w wodzie, ponieważ rybacy często łapią się na szczytach wież za pomocą sieci

## Współpraca
Miejscowości partnerskie:
- Bohmte, Dolna Saksonia
- Nowogard, Polska